# جوئل توماس
جوئل توماس (انگلیسی: Joël Thomas؛ زادهٔ ۳۰ ژوئن ۱۹۸۷) بازیکن فوتبال اهل فرانسه است.
از باشگاه‌هایی که در آن بازی کرده‌است می‌توان به باشگاه فوتبال دینامو بخارست، باشگاه فوتبال کولچستر یونایتد، باشگاه فوتبال یونیکوس، باشگاه فوتبال کایزرسلاوترن، باشگاه فوتبال همیلتون آکادمیکال، و باشگاه فوتبال آپولون اسمیرنیس اشاره کرد.